# Адвокат (фильм, 1990)
«Адвокат» — советский трёхсерийный телефильм 1990 года режиссёра Искандера Хамраева. Киноверсия (2 серии, 157 минут) вышла под названием «Убийство на Монастырских прудах».

## Сюжет

### Первая серия
В провинциальном городке живут пятеро друзей: Олег Чепцов-«Чепец» (Ян Пузыревский), Николай Варенцов-«Чайник» (Денис Сердюков), Иван Звонарёв-«Фонарь» (Даниил Лапигин), Пётр Зюзин-«Зюзик» (Александр Семенов) и его сестра Света Зюзина (Вера Лапшова). Олег поступил в институт и уезжает в Москву, а Чайника призывают в армию, и компания друзей в последний раз выезжает на мотоциклах за город.
Чайник отправляется к спекулянту Алексею Семёновичу Яковлеву-«Асе» (Виктор Павлов), чтобы купить спиртное. Возле дома он находит пустой кошелёк и кладёт себе в карман. После спора с Асей по поводу цены на вино, Чайник крадёт из холодильника бутылку водки и сбегает.
Возле пруда найден человек с проломленной головой, и милиция прочёсывает местность в поисках преступника. Костёр ребят замечает патрульный экипаж. Подумав, что его ищут за кражу, Чайник пытается сбежать, за ним разбегаются остальные, но в конечном итоге их всех задерживают. Оказывается, что подобранный Варенцовым кошелёк принадлежит потерпевшему. Секретарь горкома Мыльников (Валерий Ивченко) требует от начальника милиции Кузьмичёва немедленных результатов в расследовании убийства, угрожая в случае неудачи отправить его на пенсию.
Следователь Иван Запарин (Юозас Киселюс) хочет отпустить Варенцова, так как не видит явных улик против него и не верит в его виновность, и пытается направить расследование на поиск настоящего убийцы. Но старший оперуполномоченный угрозыска капитан милиции Рогалёв (Владимир Меньшов) готов с согласия начальника отделения подполковника Баранова (Эрнст Романов) «раскрутить» Варенцова и сфабриковать дело.
Милиционеры избивают Чепцова и угрозами заставляют дать ложные показания на Варенцова. Однако ребята отказываются оговорить друга. Соблазнив Свету, Чепцов узнаёт от неё, что Звонарёв совершил на своём мотоцикле наезд на пешехода и скрылся с места происшествия, и шантажом добивается его согласия. Также Чепцов заручается согласием Светы, которая беременна от него.
На ботинки Варенцова перед повторной экспертизой наносится почва с места преступления.
В ходе процедуры опознания в больнице потерпевшему предъявляют Варенцова в компании ещё нескольких человек, однако арестованный, в отличие от них, побрит наголо (при этом шапки всем опознаваемым приказали снять), на руках у него наручники. Следователь Авдеев (Михаил Глузский) указывает на Варенцова и задает потерпевшему наводящий вопрос, является ли подозреваемый тем преступником, который напал на него. Стон больного, находящегося в полубессознательном состоянии, Авдеев интерпретирует как утвердительный ответ.
Следователь Запарин сразу видит противоречия в показаниях ребят и подаёт рапорт на Рогалёва, но его отстраняют от расследования. Запарин сообщает единственному родственнику Варенцова тётке Тамаре (Майя Булгакова), что спасти его может только хороший московский адвокат, так как местные юристы не обладают достаточной квалификацией.

### Вторая серия
Авдеев намерен как можно скорее передать дело в суд и затем уйти на пенсию. Угрозами он заставляет Варенцова написать признание в совершении преступления. Потерпевший Одинец умирает, и на его похоронах секретарь горкома обещает наказать убийцу своего старого товарища.
Защищать Варенцова в суде соглашается молодой адвокат Павел Бешметьев (Андрей Ташков), который активно берётся за подготовку процесса. Оперативник Рогалёв и следователь Авдеев понимают, что адвокат из Москвы может доставить им серьёзные неприятности, если добьётся оправдания Варенцова. Они оказывают на него психологическое давление и пытаются устранить от участия в заседаниях суда, устраивая провокации с участием уголовных элементов. Однако Павел справляется со всеми препятствиями.
«Друзья» Варенцова дают показания против него. Зюзин, который не хочет оговаривать друга, но и не может противостоять Чепцову и Звонарёву, пытается затянуть процесс и не является на очередное заседание суда. Когда для его привода приезжает экипаж милиции, он пытается сбежать, но срывается с крыши своего дома и погибает. Света, потрясённая смертью брата, отказывается давать показания.
Адвокату удаётся доказать лживость улик против Варенцова. Ключевым свидетелем становится следователь Запарин, который приводит обстоятельства, доказывающие невиновность Варенцова, и обвиняет Авдеева и Рогалёва в фальсификации материалов дела. Под напором улик все свидетели обвинения отказываются от своих показаний, Николая Варенцова освобождают в зале суда, но не оправдывают формально, а отправляют дело на доследование.
К спекулянту Яковлеву наведывается уголовник по кличке «Боксёр»; он заходил к Асе в вечер убийства и требует, чтобы тот молчал. Узнав, что дело отправлено на доследование, Боксёр собирается убить Яковлева, но тот успевает сбежать.
Секретарь горкома Мыльников обвиняет милицейское начальство в некомпетентности. Те не могут признать невиновность Варенцова, так как это означает признаться и в многочисленных подлогах, на которых строилось его дело. Через некоторое время Варенцова вновь арестовывают.

### Третья серия
Спустя несколько месяцев адвокат Бешметьев заходит в московское кафе, где с компанией институтских друзей выпивает и Олег Чепцов. От него Павел узнаёт, что Варенцова снова судят — не только за убийство Одинца, но и за якобы совершённое ранее изнасилование и убийство малолетней. Павел немедленно едет в городок, где в этот день оглашают приговор Варенцову. Его приговаривают к расстрелу. Тётка Тамара находится в эмоциональном шоке от вынесенного приговора, напивается и отказывается иметь дело с адвокатом, припоминая тому ранее уплаченный высокий гонорар.
Уголовник Боксёр узнал Павла и теперь следит за ним, поджидая удобного случая для убийства, так как адвокат может вновь добиться пересмотра дела Варенцова.
От Запарина, которого за выступление на суде исключили из КПСС и перевели в обычные участковые, Павел узнаёт подробности о том, как милиция фабриковала новое дело против Варенцова. Адвокат получает ордер на ведение дела от Светы Зюзиной и добивается от судьи разрешения на свидание с обвиняемым. Выслушав историю Варенцова о том, как подсаженные агенты-уголовники побоями заставили его признаться в преступлении, адвокат помогает ему написать кассационную жалобу в Верховный суд и собирается везти её в Москву.
У ворот следственного изолятора его перехватывает Татьяна — гражданская жена Яковлева (Аси). Выясняется, что Ася всё это время скрывался у неё, отказываясь даже выходить из дома. В вечер убийства он видел у своего дома Боксёра со следами крови на одежде.
Павел немедленно едет за Запариным, чтобы доставить Асю под охраной в милицию и взять у него показания. Однако Боксёр обнаружил их убежище; он пробирается в дом и убивает Асю и Татьяну, но прибывшие Запарин и Павел задерживают его.
Павел попадает в больницу с пищевым отравлением и поэтому на неделю оказывается вне событий. Хотя дело Варенцова будет пересмотрено и его освободят и более того, со слов Светы, навестившей его, дадут в качестве компенсации путевку в Болгарию, а тётке Тамаре, которая простила Павла, благоустроенную квартиру, Запарин не дал ход кассационной жалобе Павла, в которой тот требовал привлечь к уголовной ответственности следователя Авдеева и теперь уже майора милиции Рогалёва. Всем, кто не побоялся пойти против Системы и выступить в защиту Николая, ещё предстоит жить в этом маленьком городке. Поэтому местный адвокат уже составил другую жалобу.
Хотя Павел уверен, что нельзя простить гибель Зюзина и издевательство над Варенцовым, он уступает Запарину и рвёт свои бумаги. Более того, он считает обещания, данные Свете, наивными, чем обижает её, зло пошутив об её покойном брате и виновных в его гибели.

## В ролях
| В главных ролях - Андрей Ташков — адвокат Павел Аркадьевич Бешметьев - Юозас Киселюс — следователь старший лейтенант Иван Захарович Запарин (озвучивание — Сергей Паршин) - Владимир Меньшов — капитан / майор Михаил Петрович Рогалёв - Михаил Глузский — следователь Авдеев - Виктор Павлов — Алексей Семёнович Яковлев («Ася») - Денис Сердюков — Николай Васильевич Варенцов («Чайник») (озвучивание — Юрий Виролайнен) - Майя Булгакова — Тамара Тимофеевна, тётка Варенцова - Ян Пузыревский — Олег Чепцов («Чепец») (озвучивание — Владимир Ерёмин) - Вера Лапшова — Светлана Зюзина - Александр Семенов — Пётр Зюзин, «Зюзик» - Даниил Лапигин — Иван Звонарёв («Фонарь») В ролях - Валерий Ивченко — секретарь обкома Игорь Фёдорович Мыльников - Эрнст Романов — подполковник милиции Василий Баранов - Олег Корчиков — Виталий Евгеньевич Федько, «Боксёр» (озвучивание — Игорь Ефимов) - Ольга Агеева — Татьяна Ивановна, гражданская жена Яковлева - Леонард Варфоломеев — полковник милиции Афанасий Сергеевич Кузьмичёв | В эпизодах - Геннадий Нилов — Фёдор Иванович Одинец, потерпевший - Валентина Пугачёва — сестра потерпевшего - Юрий Башков — сержант милиции - Александра Климова — народный судья Александра Ивановна - Сергей Лосев — народный судья Макеев - Александр Белина — Гордиенко, участковый - Рудольф Челищев — подполковник милиции - Валентина Ананьина — женщина на похоронах Одинца - Тамара Тимофеева — любопытная соседка - Геннадий Воропаев — прокурор - Борис Аракелов — Ивченко - Герман Колушкин — Якушев - Георгий Тейх — больной с наушниками - Татьяна Говорова — Марья Николаевна, жена Запарина - Михаил Калатозишвили — сосед Башметьева в гостинице - Тамара Шемпель — женщина, пытающаяся передать взятку Башметьеву - Вадим Яковлев — человек на похоронах Одинца - Турахан Садыков — дежурный в СИЗО - Сергей Трифонов - Виктор Глущенко - Эвелина Блёданс — Марина (нет в титрах) |

## Съемочная группа
- Режиссёр-постановщик: Искандер Хамраев
- Автор сценария: Игорь Агеев
- Оператор-постановщик: Владимир Бурыкин
- Художник-постановщик: Исаак Каплан
- Композитор: Виктор Кисин
- Звукорежиссёр: Галина Лукина
- Монтажёр: Ирина Гороховская